# Eressa moorei
Eressa moorei är en fjärilsart som beskrevs av Butler. Eressa moorei ingår i släktet Eressa och familjen björnspinnare. Inga underarter finns listade i Catalogue of Life.